# 第27号钢琴奏鸣曲 (贝多芬)

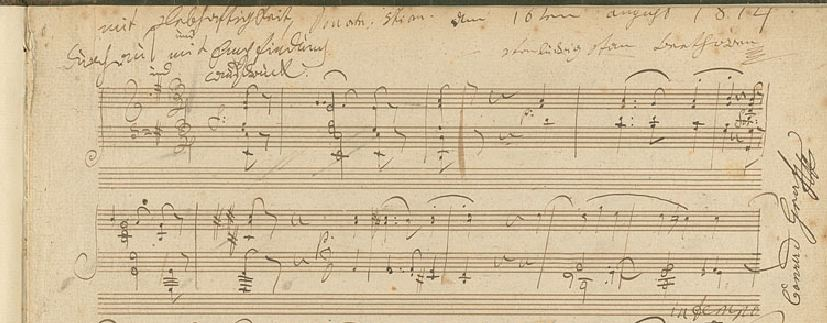
贝多芬手稿中的开头几个小节

e小调第27号钢琴奏呜曲，作品90，是贝多芬的钢琴奏鸣曲，创作于1814年夏。作品题献给莫里茨·冯·里希诺夫斯基伯爵（Dem Grafen Moritz von Lichnowsky gewidmet），他是贝多芬的朋友及赞助人，之前的《英雄变奏曲》（作品35）也是题献给他。

## 背景
此曲作于1814年，在贝多芬的上一首钢琴奏鸣曲“告别”的约五年之后。流传下来的贝多芬手稿上标注的日期为8月16日。在贝多芬进行了几处修改后，于近一年后的1815年6月由S.A.施泰纳出版。
贝多芬的朋友及其传记作者安东·辛德勒声称该奏鸣曲的两个乐章曾有标题，分别为：头脑与心灵的较量（Kampf zwischen Kopf und Herz）、与爱人的对话（Conversation mit der Geliebten），并且整首曲子是关于莫里茨与其想娶之人的恋情。辛德勒的说法最早出现在他1842年的著作《贝多芬在巴黎》（Beethoven in Paris）中，其他书籍也有提及。但后来的研究表明，这个故事几乎可以肯定是辛德勒编造的，至少部分是编造的，他甚至在一本贝多芬的谈话录中伪造了一项记录来证明这段轶事。

## 结构
贝多芬的大多数钢琴奏鸣曲都是三或四乐章的结构，但这首仅有两个乐章。两个乐章均有德语的演奏说明。这一时期贝多芬的一些作品也带有类似的说明，以代替传统的意大利语速度标记。
- 第一乐章：稍快，始终充满感情与表情地（Mit Lebhaftigkeit und durchaus mit Empfindung und Ausdruck），e小调，
。不少评论家都注意到了该乐章躁动的特点，其中唐纳德·托维（英语：Donald Tovey）称它“充满了激情及孤独的力量”，[5]查尔斯·罗森（英语：Charles Rosen）则写到了它“绝望而热切”的情绪。[6]该乐章为奏鸣曲式，呈示部无反复，展开部几乎完全基于第一主题。
- 第二乐章：不太快地，充分歌唱性地（Nicht zu geschwind und sehr singbar vorgetragen），E大调，
。该乐章为温和的回旋-奏鸣曲。它的浪漫主义特征，预示着尤其是舒伯特的风格，长久以来也被众多音乐家和学者注意到，例如威廉·金德曼（英语：William Kinderman）[7]，巴里·库珀[8]，以及罗森，他称主旋律“精美绝伦”，是贝多芬最成功的旋律之一。[9]

据威尔弗里德·梅勒斯之说，该部奏鸣曲既不属于贝多芬的中期作品，也不属于晚期作品。丹尼斯·马修斯认为这部作品“比起上一时期，与晚期的伟大奏鸣曲关系更亲近”。汉斯·冯·彪罗宣称，这是“大师所谓的晚期的一系列钢琴作品的开始”。钢琴家希夫·安德拉斯引起了对这首奏鸣曲以E调的结尾：

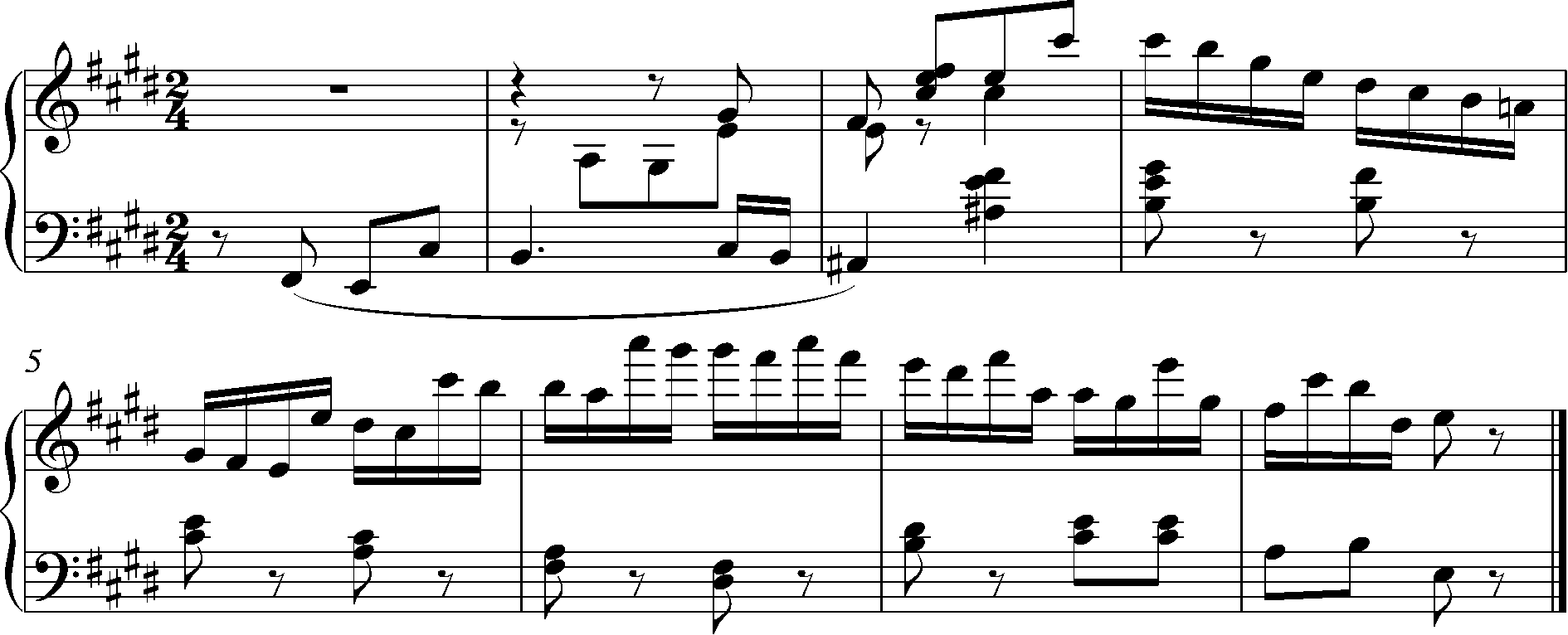
贝多芬第27号钢琴奏鸣曲之结尾

与1816年创作的第28号钢琴奏鸣曲开头的E大调和弦之间的明显联系：

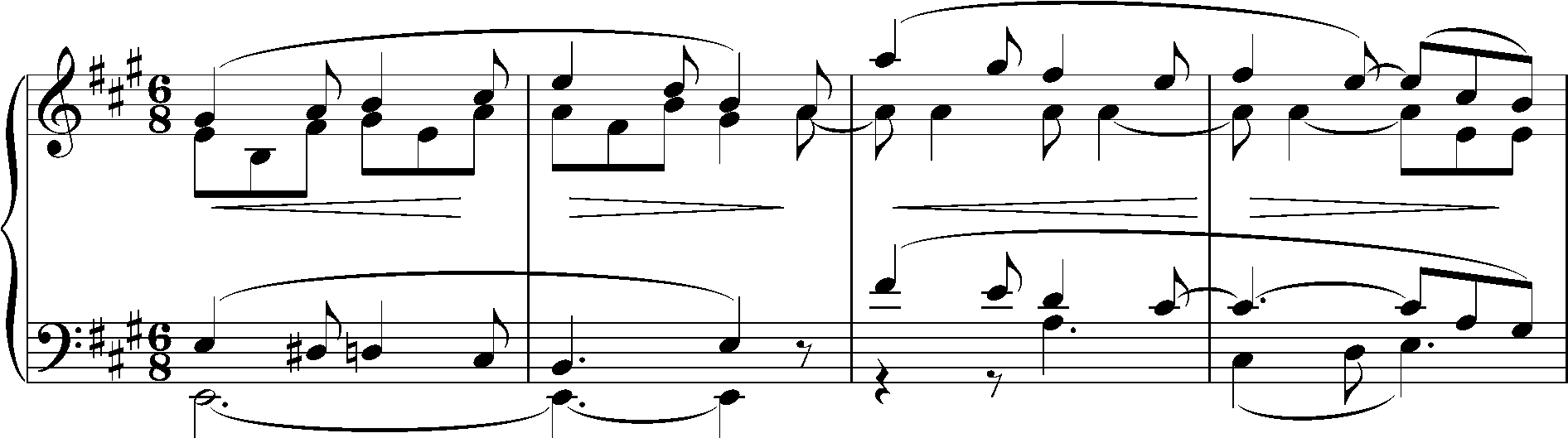
贝多芬第28号钢琴奏鸣曲之开头

希夫评论说：“如果我进入下一首奏鸣曲，听起来就像是前一首奏鸣曲的延续”。
演奏全曲约需13-14分钟，两个乐章均无反复。
贝多芬创作这首奏鸣曲时，钢琴的最低音为F1。这给这部E调的作品带来了挑战，因为乐器的低音端与主音相差一个半音。罗森认为，使用现代钢琴的演奏者应该对贝多芬的乐谱进行修改，以使用贝多芬无法使用的低音E1。